# Мактрен-Нафта
Мактрен-Нафта — первый российский терминал по перевалке сжиженного углеводородного газа (LPG-terminal), построенный в порту Темрюк (имеет сообщение с Чёрным морем через Керченский пролив).
Осуществляет перевалку сжиженного газа из вагонов и танк-контейнеров на специализированные суда-газовозы.
Построен в 2008 году, рассчитан на перевалку 400 тыс. тонн СУГ в год.
До его строительства российский морской экспорт СУГ (500 тыс. твг) переваливался через порты Украины — Одессу, Ильичевск и Керчь, незначительный объём — через Ригу.
Техническое оснащение: две железнодорожных сливных эстакады для единовременного слива 20 цистерн, резервуарный ёмкостной парк (6 тыс. тонн), причал — 140 метров.
Скорость погрузки — до 400 тонн в час — впятеро превышает возможности терминала в Одессе. Железнодорожная доставка к терминалу в Темрюке обходится российским экспортёрам почти вдвое дешевле, чем в направлении Одессы. Однако, глубоководный Одесский порт обладает гораздо большей пропускной способностью. Темрюк проигрывает Одессе с точки зрения стоимости фрахта, поскольку может обслуживать дедвейт до 4 тыс. тонн.
Генеральный директор — Мазыло Анатолий Дмитриевич

## История
Строительство Терминала начато в 2003 году. Проект разрабатывал украинский «Укргазпроект», имеющий опыт сооружения подобных объектов, и российский институт НИПИгаздобыча.
Строительство требовало значительных работ по укреплению болотистого берега при входе в порт, строительства 2,2 км железнодорожных путей и дизельной электростанции с 9 км ЛЭП.
Пусконаладочные работы первой очереди были завершены в начале 2007 года. Опытная партия СУГ была отгружена в Болгарию уже в марте 2007 года.
Вторая очередь завершена в мае 2011 г., при этом были проведены дноуглубительные работы в акватории терминала в порту Темрюк.
Всего в строительство было вложено 2,5 млрд рублей.
Первая партия СУГ была отгружена в 2008 году.
Из-за конкуренции Одессы больше года фактически простаивал из-за отсутствия грузов — перевалил всего 16 тыс. тонн СУГ, поставленных «Газпром экспорт» австрийской компанией «Ситко» (Citco Waren-Handels Gmbh)
В 2016 году объём перевалки составил более 140 тыс. тонн.
Первоначальное строительство осуществляла Группа компаний «Сафинат». В 2013 году Терминал выкупили казахстанские предприниматели.